# Iván Cruz (futbolista)
Iván Leonardo Cruz Navarro (Barranco, Departamento de Lima, Perú, 24 de mayo de 1999) es un futbolista peruano que juega como lateral izquierdo y su equipo actual es el Santos F. C. de la Liga 2 de Perú.
Conformó la categoría sub-15 de la Selección de fútbol de Perú que obtuvo la medalla de oro de los Juegos Olímpicos de la Juventud de Nankín 2014.

## Trayectoria

### Alianza Lima
Cruz es proveniente de las reservas de Alianza Lima y fue promovido al primer equipo del club en la Primera División del Perú para la temporada 2018. Sin embargo, continuó jugando para el equipo de reserva del club. En enero de 2019, fue cedido al Ayacucho FC, donde jugó siete partidos durante ese año.
Cruz regresó a Alianza para la temporada 2020 y continuó en el equipo de reserva del club.

### Santos FC
Cruz fichó por Santos FC de Nazca, donde jugara en la Liga 2.

## Selección nacional
Cruz fue convocado a los Juegos Olímpicos de la Juventud de 2014, realizado en Nankín, en el que jugó dos partidos. En ese torneo la selección peruana logró llevarse la medalla de oro.
En marzo de 2017, Cruz fue convocado para la selección peruana sub-18 con miras a los Juegos Bolivarianos de 2017 realizado en Santa Marta, Colombia.
Participación en Juegos Olímpicos de la Juventud
| Competencia                | Sede   | Resultado | PJ | Goles |
| -------------------------- | ------ | --------- | -- | ----- |
| Juegos de la Juventud 2014 | Nankín | 1.º lugar | 1  | 0     |

## Clubes
| Club         | País | Año       |
| ------------ | ---- | --------- |
| Alianza Lima | Perú | 2018-2020 |
| Ayacucho FC  | Perú | 2019      |
| Santos FC    | Perú | 2020      |
| Santos F. C. | Perú | 2022 -    |

## Palmarés

### Campeonatos internacionales
| Título                          | Equipo      | País   | Año  |
| ------------------------------- | ----------- | ------ | ---- |
| Juegos Olímpicos de la Juventud | Perú Sub-15 | Nankín | 2014 |